# サレルノ駅
サレルノ駅（Stazione di Salerno）は、イタリア南部カンパニア州の都市、サレルノの中心駅である。